# Волошенюк Віктор Іванович
Ві́ктор Іва́нович Волошеню́к — начальник неврологічного відділення, клініка нейрохірургії та неврології, провідний невропатолог Військово-медичного клінічного центру Південного регіону, полковник медичної служби, лікар вищої категорії.

## Нагороди
За особисту мужність і героїзм, виявлені у захисті державного суверенітету та територіальної цілісності України, вірність військовій присязі під час бойових дій та при виконанні службових обов'язків, відзначений —
- 13 серпня 2015 року — почесним званням заслуженого лікаря України.